# UFC Fight Night: Holohan vs. Smolka
UFC Fight Night: Holohan vs. Smolka (også kendt som UFC Fight Night 76) var et MMA-stævne, produceret af Ultimate Fighting Championship, der blev afholdt den 10. april 2016 i 3Arena i Dublin i Irland.

## Baggrund
Dette stævne det tredje organisationen afholdte i Dublin efterfulgt af UFC 93 i januar 2009 og UFC Fight Night: McGregor vs. Brandao i july 2014.
I hovedkampen besejrede amerikanske Louis Smolka, irske Paddy Holohan via Submission (rear-naked choke) i 2. omgang efter 4 minutter og 9 sekunder.
Til stævnet kæmpede danske Nicolas Dalby sin anden UFC-kamp hvor han mødte engelske Darren Till i en weltervægtkamp. De var begge ubesejrede og kampen resulterede i en uafgjort med dommerstemmerne: 29–28, 28–28, 28–28. De vandt begge Fight of the Night for deres indsats.

## Bonus awards
De følgende kæmpere blev belønnet med $50,000 bonuser:
- Fight of the Night: Nicolas Dalby vs. Darren Till
- Performance of the Night: Neil Seery and Tom Breese

## International tv-transmittering
| Land    | Tv-kanal         |
| ------- | ---------------- |
| Denmark | Viaplay Fighting |
| Norway  | Viaplay Fighting |
| Sweden  | Viaplay Fighting |